# 新城盛継
新城 盛継（あらき / しんじょう もりつぐ）は、安土桃山時代の武将。通称は新城弾正。二本松氏の家臣。一門衆。別名は信常・家国。新城直継の子。祖父の村尚は二本松氏から一門衆の新城氏を継ぎ、二本松義国とは叔父と甥の関係。
伊達政宗が攻めてきたとき、二本松城で籠城の指揮をし死守した。